# 奥田陸子 (研究者)
奥田 陸子（おくだ りくこ、むつこ、1934年〈昭和9年〉3月10日 - ）は、日本の研究者。

## 人物
東京府東京市淀橋区（東京都新宿区）百人町生まれ。富山大学薬学部専攻科修了。大学卒業後は研究員となる。
1960年（昭和35年）、結婚に伴い名古屋市に移住。翌年の1961年（昭和36年）から1963年（昭和38年）にはフランスに生物化学研究のために留学。帰国後すぐ双子を出産。子供をもうけたことにより、研究者としてのキャリアは断念するも、翻訳を生業とすることで薬学や生物化学との関係を継続することを選択する。また、子供の生育環境、また、それに関わるまちづくりの分野に興味をもつようになる。
奥田が居住したのは、名古屋市内とはいえ未だ人間の手が入っていない自然が残る地域であり、また公共図書館も近くにないような場所であり、「天白ミニ文庫」と称して自宅を開放する活動をはじめた。加えて、科学クラブ、工作クラブなども開くようになる。
さらには、「天白図書館をよくする会」、「天白子供の文化を育てる会」、「天白公園を作る会」などを主宰した。また、その経歴から1990年（平成2年）12月には2代目IPA（子どもの遊ぶ権利のための国際協会）日本支部代表にも選ばれ、2003年（平成15年）まで務めた。

## 著書・訳書
- 『お～い、天白公園』愛知書房、1994年[3]
- ロジャー・ハート『子どもの参画―コミュニティづくりと身近な環境ケアへの参画のための理論と実際』萌文社、2000年（日本語訳）[WEB 1]
- 『ヒア・バイ・ライト（子どもの意見を聴く）の理念と手法』萌文社、2009年（編著・監修）[WEB 1]

### WEB
1. 1 2 3  “コラム特別編「この人に聞く」No.04 子どもの遊ぶ権利・奥田陸子さん”.   みーんなの公園プロジェクト (2013年8月27日). 2025年2月28日閲覧。
2. ↑  “活動”.   IPA日本支部. 2025年2月28日閲覧。

### 書籍
1. 1 2 3 4 5 6 7 8 9  中京大学文化科学研究所 2000, p. 45.
2. 1 2 3 4 5 6 7  中日出版本社 1994, p. 114.
3. ↑  奥田陸子 1997, p. 41.